# Гонар (цвинтар)
Цвинтар Гонар (фр. Cimetière des Gonards) — кладовище Парижу.
Кладовище відкрито у 1879 році в заможному передмісті Парижа Версалі на площі майже 130 000 м². Найбільше кладовище у цьому районі: налічується понад 12 000 поховань.

## Відомі особистості, які поховані на кладовищі
- Луї Блеріо — авіатор
- Роберт де Монтеск'ю — письменник
- П'єр Наполеон Бонапарт — принц, член родини Бонапарт